# Chiesa di Santa Chiara (Villachiara)
La chiesa di Santa Chiara è il principale luogo di culto del comune italiano di Villachiara, in provincia e diocesi di Brescia. Sede parrocchiale, fa parte della zona pastorale della Bassa Occidentale.

## Storia
Le origini della chiesa risalgono al 1425, quando Bartolomeo I Martinengo, conte di Villachiara, ne volle la costruzione. Papa Paolo II ne riservò il giuspatronato alla famiglia Martinengo e in seguito, nel 1479 fu eretta a parrocchia..
Il Catalogo queriniano del 1532 la annota in quadra Urcearum novarum, mentre nel 1580 ricevette la visita del cardinale Carlo Borromeo. L'arcivescovo di Milano annota che il clero era composto dal parroco e da un cappellano, e che vi fossero 700 persone nella comunità. La chiesa possedeva sette altari, e ne ordinò la diminuzione (in seguito divennero cinque), mentre era in costruzione il campanile, che non era ancora terminato nel 1610, al punto che il vescovo Marino Zorzi ne sollecitò i lavori.
Durante il XVIII secolo, i conti di Villachiara ne decisero la ricostruzione: la prima pietra del nuovo edificio fu posta il 5 maggio 1754. Negli anni successivi venne ultimata l’erezione del presbiterio ma ben presto furono sospesi i lavori per mancanza di fondi. 
Nel 1866, grazie a un lascito della contessa Caterina Martinengo di Villagana, ripresero i lavori, ultimati due anni dopo con l'erezione dell'aula e la costruzione della facciata attuale, progettata dall’ingegnere milanese Luigi Grassi. 
Nel 1893 vennero installate le cantorie, mentre nel 18915 fu costruito il nuovo organo da parte della ditta Tamburini di Crema.
Nel corso del secolo furono eseguiti lavori sulla pavimentazione delle chiesa in marmo bianco e bardiglio delle Apuane, fu quindi affrescato l'edificio, fu apposto un nuovo concerto di campane e fu ridecorata l'aula con nuove tele e sculture. Negli anni Settanta fu aggiunta la mensa eucaristica rivolta verso l'aula, in accordo a quanto stabilito dal Concilio Vaticano II.
Tra il 1985 e il 1995 la chiesa subì importanti lavori di restauro generale.

## Descrizione

### Esterno
La chiesa, orientata sull'asse nord-sud, è costituita da un corpo centrale rettangolare, chiuso a sud dal presbiterio, anch'esso rettangolare.
La facciata, a doppio registro, si presenta scandita in entrambi gli ordini da quattro lesene composite. Il registro inferiore presenta al centro il portale di ingresso, decorato con un architrave a decorazione mistilinea, mentre nell'ordine superiore è inquadrato al centro un finestrone a tutto sesto.
Il campanile, a pianta quadrata, è collocato sul lato meridionale dell'edificio ed è coronato da una cuspide a base ottagonale.

### Interno
L'interno è a navata unica, affiancata da due cappelle per lato. L'aula è scandita da lesene composite ed è coperta da una volta a botte. 
Sul lato destro si trovano due cappelle, dedicate al Santo Sepolcro (risalente all'Ottocento) e alla Madonna del Rosario (del secolo successivo). A sinistra della navata si ha un altare settecentesco, dedicato al Sacro Cuore di Gesù. L'altra cappella di sinistra ospita il fonte battesimale settecentesco, realizzato in marmo di Botticino.
Il presbiterio rettangolare è coperto da una volta a botte e da una cupola. Nel fondale absidale piano si trova una pala, risalente al XIX secolo, raffigurante SS. Chiara e Agnese che adorano l'Eucaristia.